# Franco Cabrera (futbolista)
Franco Angelo Cabrera Torres (Santiago, Chile, 1 de mayo de 1983) es un futbolista chileno, que juega de portero. Actualmente milita en Concón National de la Segunda División de Chile.

## Trayectoria
Comenzó en las categorías inferiores de Unión Española el año 1996 en la categoría sub-13, donde estuvo hasta los 15 años y después se trasladó a Deportes Melipilla en categoría sub-17. Su debut en este equipo fue ante Deportes Antofagasta el 19 de abril de 2003 en el Estadio Municipal Roberto Bravo Santibáñez (1:1).
A fines de 2008 fue fichado por la Universidad de Concepción, donde disputó algunos juegos del Torneo Apertura 2009 en reemplazo de Federico Elduayen durante la fase regular. 
En 2012 llega a Unión San Felipe, donde no jugó muchos partidos. 
A finales del 2012, el arquero arriba a Iberia de los Ángeles, equipo de la Primera División B de Chile, logrando tener continuidad en el arco azulgrana y conquistando con el equipo dos campeonatos de la entonces novel Segunda División Profesional de Chile: Transición 2013 y Campeonato 2013/2014, con ascenso a Primera B incluido. 
En la temporada 2015-16 con Iberia disputó por un cupo en la liguilla de ascenso a Primera, el que perdió contra Deportes Puerto Montt. A final de dicha temporada, se confirma su paso a Coquimbo Unido.
Por la temporada 2018 firma por Ñublense de Chillán.

## Clubes
| Club                      | País  | Año       |
| ------------------------- | ----- | --------- |
| Deportes Melipilla        | Chile | 2003-2008 |
| Universidad de Concepción | Chile | 2009-2011 |
| Unión San Felipe          | Chile | 2012      |
| Iberia                    | Chile | 2013-2016 |
| Coquimbo Unido            | Chile | 2016-2017 |
| Ñublense                  | Chile | 2018      |
| Santiago Morning          | Chile | 2019-2022 |
| Deportes Limache          | Chile | 2022      |
| Deportes Recoleta         | Chile | 2023      |
| San Antonio Unido         | Chile | 2024      |
| Concón National           | Chile | 2025-Act. |

## Palmarés

### Campeonatos nacionales
| Título           | Club                      | País  | Año     |
| ---------------- | ------------------------- | ----- | ------- |
| Primera B        | Deportes Melipilla        | Chile | 2006    |
| Copa Chile       | Universidad de Concepción | Chile | 2008-09 |
| Segunda División | Iberia                    | Chile | 2013    |
| Copa Pistón      | Iberia                    | Chile | 2013/14 |